# کارل‌هاینس اشتوکهاوزن
کارل‌هاینس اشتوکهاوزن (به آلمانی: Karlheinz Stockhausen) آهنگساز پیشرو آلمانی و یکی از مهم‌ترین و در عین حال بحث‌انگیزترین آهنگسازان قرن بیستم و اوایل قرن بیست و یکم به‌شمار می‌رود. او به خاطر نوآوری‌هایش در زمینه موسیقی الکترونیک، موسیقی تصادفی و سریالیسم اشتهار دارد.

## زندگی

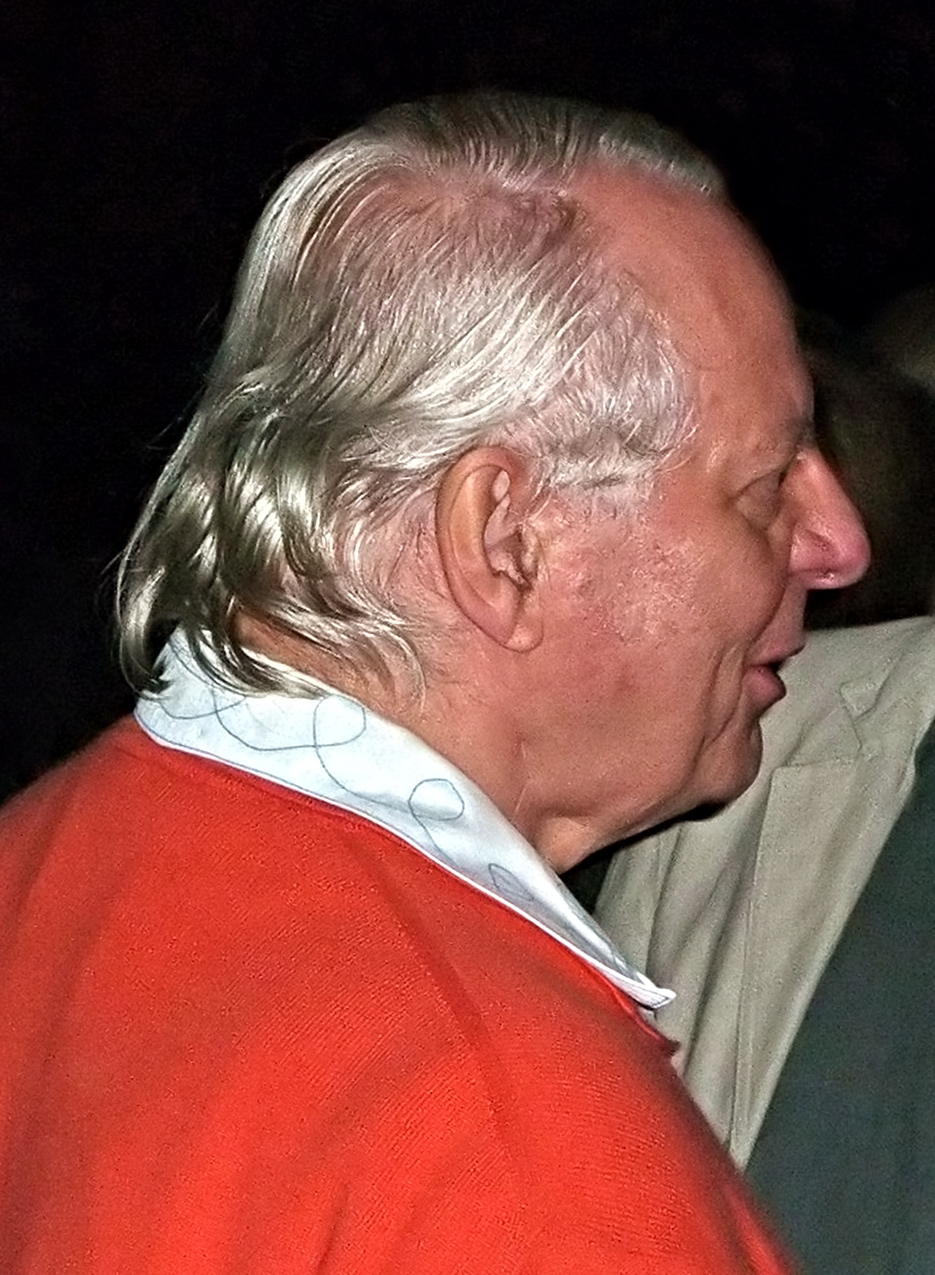
کارل هاینز اشتوکهاوزن

کارل‌هاینس اشتوکهاوزن در ۲۲ اوتِ ۱۹۲۸ در روستای «مودرات» در نزدیکی شهر کلن آلمان به دنیا آمد. مادرش گرترود بود و پدرش که در مدرسه‌ای آموزگاری می‌کرد، سیمون نام داشت. کارل هاینز یک خواهر و یک برادر کوچکتر از خود داشت، برادری که مرگ نابهنگامش مادر را دچار اختلال روانی و در نهایت بستری شدن در بیمارستان روانی کرد.

## مرگ
اشتوکهاوزن در ۵ دسامبرِ ۲۰۰۷ در کورتن درگذشت. مرگ وی بر اثر نارسایی قلبی تشخیص داده شد. او هنگام مرگ ۷۹ سال داشت.

## شنیدن آثار
- موسیقی کلاسیک معاصر بایگانی‌شده  در ۲۲ ژانویه ۲۰۲۱ توسط Wayback Machine
- یوتیوب